# 迈买铁里事件
迈买铁里事件1857年4月3日（咸丰七年三月初九）在新疆库车爆发的一次农民起义。

## 背景
1851年（咸丰元年）洪秀全金田起义，建号太平天国。在此直接影响下爆发了库车等一系列农民起义。
南疆的库车、沙雅的农民身受封建农奴制度之害。官吏、伯克、阿訇、高利贷者等等盘剥劳动人民。清政府官吏及其家人、差役，各级伯克，巧立名目，敲榨勒索。阿訇也是统治者的帮凶。与此同时，高利贷者也大肆猖獗。正常年景，在鸦片战争以前，库车农民每年必须向清政府交纳：正额粮：二千八百八十五石六斗；铜：七百二十九斤二两；火药：六百斤；房租钱：十万四千两。沙雅农民需缴纳：粮：八百七十二石六斗；铜：三百五十八斤十两五钱；硫磺：一百斤。这仅是清政府规定的最低数字。鸦片战争以后，清政财政困难，招民垦荒。据不完全统计，从1841年（道光二十一年）至1848年（道光二十八年），新疆开垦荒地达一百二十余万亩，比1820年（嘉庆二十五年）至1840年（道光二十年）新疆垦荒三十九万亩多了两倍，也就是说，鸦片战争以后不到十年间垦荒地亩为以前二十年中的三倍。其中，到1847年“库车新垦地十二万零三百九十三亩二分，自升科后，每亩征粮五升，共征粮六千零十九石六斗六升，每石折银五钱，共折银三千零九两八钱三分，每银一两合普尔钱四百文，共合钱一千二百零三串九百三十二文"。对新垦地亩所征粮为旧地的二倍。农奴制下的农民除向国家缴纳钱粮外还要向农奴主和各级伯克纳贡。
库尔勒、布古尔、库车、沙雅、赛里木、拜城、阿克苏、乌什、喀什噶尔、英吉沙尔、叶尔羌、和田等十二个地区统计，清政府设立了257名大小伯克，并以银钱（只限于喀什噶尔、英吉沙尔、叶尔羌、和田四地区的伯克）、土地、劳动力作为伯克的“养廉"。总计分给地亩为七千九百二十四帕特玛（一帕特玛合京石五石三斗，换算成播种量则为四万一千蚤九百九十七石二斗，又按当时每亩播籽种一斗计算，则为四十一万九千九百七十二亩）烟昏齐（为伯克种地者，实为家奴）三千二百八十人；钱一万五千六百十腾格（以五十普尔钱折合一腾格计算）。而当时上述地区总人口约二十四万，他们所占土地约六十万亩。0.106%人口（伯克）占地五分之二。库车、沙雅大小伯克共二十七人，占“养廉"地七百七十帕，特玛（按上述方法计算，折合四万零八百十亩）烟齐二百三十七人。库车、沙雅的人口为一千七百八十五户，六千五百五十八人，清政府征收缴纳十一税地亩（即维吾族农民私田）的粮石为三千二百二十八石，则其产量应为三万二千二百八十石，从理论上推算，需地三万二千二百八十亩。库车、沙雅不到千分之四的伯克就占地百分之五十七，若把一八四七年为止开垦的十二万余亩土地，其中大部分为伯克利用各种手段攫为已有的情况考虑,伯克所占土地之大惊人。
1846年，库车的阿奇木伯克（清代新疆回部各伯克中官阶最高者，总管一城之穆斯林事务，库车的阿奇木伯克为四品官）皮鲁斯霸占官田与民田达1600余帕特满（一帕特满约合60亩），比法定允许的150帕特满高出10倍多。他还私自增加燕齐（近似农奴）户数，为其种地服役。下级伯克也纷纷效仿。牌鲁尔（今称牌楼）地方的官属苜蓿地也被伯克、通事（译员）霸占。他们强迫农民自备农具为他们耕种，收获则全归伯克所有。而官地应向政府缴纳的粮赋，却分摊到当地农民头上，这就进一步增加了他们的负担。另外，从1851年至1854年，库车、沙雅两城的伯克借修补麻扎（墓）、大桥、军台、卡伦、水磨、渠道、大坝及补缴逃亡人口拖欠的粮、差等费用，向当地高利贷商号借了2800余串普尔钱。这些钱大都进了伯克的腰包，却要当地农民分摊偿还。

## 过程
1855年（咸丰五年）库车农民迈买铁里与尼雅孜二人赴伊犁，向伊犁将军扎拉芬泰呈控伯克苛敛无度，扎拉芬泰因急于处理塔城贸易圈事件，即将状纸转发叶尔羌参赞大臣常清处理。常清致函乌尔清阿，令众伯克“毋得再有科派"。迈买铁里获得“只当五样官差”，“毋得再有科派”的许诺。但一纸空文禁阻不了伯克们的滥派差徭和巧取豪夺。
迈买铁里等回到库车后，声威渐增。他们又利用宗教进一步在群众中宣传。迈买铁里自称“海里拜"  （即哈里发，政教合一的“王"）并推举伊布拉依木·夏为领导人。他们宣称如果今后听从他们的领导，“不但不当杂差，还有好处"。积聚了一定的力量。
1857年初（咸丰六年冬），署阿奇木四品伊什罕伯克爱莫特，差派都管伯克爱里等前往胡那斯庄催交租粮，被伊布拉伊木·夏和迈买铁里等率众捆绑鞭打，游街示众后逐回。爱莫特与乌尔清阿密商，派玉孜巴什（百户长）爱依提吐底等，手持乌尔清阿的札谕前往胡那斯庄，企图以传呼为名，将伊、迈二人押解衙门询办。伊、迈二人当众将札谕撕毁，表示决裂。乌尔清阿又令两阿奇木伯克捉拿，被农民击败。乌尔清阿派阿訇前去“开导"。伊布拉伊木·夏宣称：我们的行动，完全是由于差役无度所逼迫，既然大人们答应不再有非分科派，为什么仍然盘剥百姓?现在我们要求大人贴出告示，宣布“只当五样官差"，其余一概不当。乌尔清阿“出示四张，分贴东西庄及城内外等处，晓谕该回众等有应当官差，不必抗违；如有不应当差使，勿论何人额外收钱，准其指名控告"。作了暂时的让步。
1857年2月（咸丰七年一月），乌尔清阿与库车、沙雅两城阿奇木伯克密谋逮捕伊、迈二人，有人把消息泄露给伊布拉伊木·夏，伊、迈二人聚集大批人马，冲击阿奇木伯克衙门，“将阿奇木伯克并官人撵打回城"，又捉七品伯克哈底尔作人质。乌尔清阿将阿奇木伯克等摘去顶翎，另派署城守营都司何朝贵前去，对伊布拉伊木·夏等威胁利诱，企图将起义队伍解散。迈买铁里等“各执刀矛，列马成队"，以示对抗。何朝贵答应“回明上司与你们办理"。3月，迈买铁里和伊布拉伊木·夏等人又解救了被伯克强征修渠的民夫。
乌尔清阿想“派兵征剿"又怕“库车兵单城弱"，很可能会“寡不敌众"致滋不虞"，只得“暂为隐忍，设法安抚，另为剿办"。起义农民积极打造铁矛，4月3日（三月初九），迈买铁里等在排子瓦特庄集合了两千多农民（约占当时人口的三分之一），“各执刀矛弓箭木棍，列队成群"，向被勒令前来的新任阿奇木伯克库尔潍宣布了五项要求：
- 1“要将伯克、阿訇之缺革退"；
- 2、放回被迫出卖肉体的妇女；
- 3、只当五样差使，其他一概不当；
- 4、裁撤各衙门的戈什哈（跟役）和燕齐；
- 5、伯克、通事霸占的官地全部退出。[10]

乌尔清阿被迫放回200余名被奸占的妇女，将爱莫特等摘去顶翎管押，并出示布告，在强盖、胡那斯二庄张贴。但是，他再次欺骗了人民，不久，他便将被革职的伯克一律官复原职。 
迈买铁里、伊布拉依木·夏组织队伍，准备粮食、牲畜、马匹，同时决定派人与喀什噶尔所属阿图什铜矿起义群众联合，从东西两面夹攻库车城。
阿图什铜矿位于巴尔昌卡伦附近的哈孜地方，是清政府为解决财政困难，命令全国各地卉矿铸钱的情况下，于1854年（咸丰四年）开发的，1856年即课以铜税。清政府驱使七百名农奴开采，每人每年交铜十斤。矿区无水无柴，难以融炼，矿夫长途跋涉入山采矿，自带粮水，将沉重的矿石背到有水有薪处融炼，怨声载道，最终奋起反抗。预定4月7日（农历三月十三日）数千农民矿工联合行动。他们于距库车城五里许的一棵树地方，“各执器械，擂鼓吹角，排列马步队伍"，准备攻城。不料4月4日至6日，“连夜风雨骤至，尘沙闭目，黑夜难以行走，且寒冷倍常"，因此推迟攻城。乌尔清阿一面向阿克苏、喀喇沙尔办事大臣海朴等乞讨援兵，一面分化瓦解农民队伍，令阿奇木伯克备制白布，盖上官印，填上领取人的名字，令其缝于左肩，算是“良回"，又挑拨东庄农民与起义农民的关系，悬赏逮捕50名起义者，乌尔清阿又借口库车没有监狱，将其中十五人不加审讯即杀害。
迈买铁里、伊布拉依木·夏等将起义军领至伊西庄，准备向阿克苏方向发展。他们打杀了十几名前来进犯的官兵，三十名起义军被捕。起义军在阿克苏所属之哈拉塔尔作战时寡不敌众，迈买铁里、伊布拉依木·夏等不幸被俘，为乌尔清阿杀害。

## 影响
办事大臣乌尔清阿、回务章京伯兴额、阿奇木伯克迈玛斯底克、伊什罕伯克爱莫特等人被革职。玉素甫和哈底尔二人革去伯克职务，杖一百，流三千里，从重  发往伊犁充当苦差。何朝贵笞四十，罚俸九个月。牌鲁尔官苜蓿地仍归农民承种，所收苜蓿尽数入官，不得另派回户呈交官草。西庄应交官粮豁免十分之二，东庄豁免十分之三，所豁免粮石，罚令爱莫特等十员伯克按职分大小均匀摊赔。
但是，封建统治与农民阶级对立，特别是各项差役仍然苛重，最终在库车，因为差派农民修渠1864年爆发同治新疆回变。